# Eddy Silitonga
Eddy Silitonga, właśc. Charles Edison Silitonga (ur. 17 stycznia 1949 w Pematang Siantar, zm. 25 sierpnia 2016 w Dżakarcie) – indonezyjski piosenkarz.
Przełomem w jego karierze muzycznej było zajęcie czwartego miejsca na Festiwalu Piosenki Popularnej w 1975 roku. Wówczas zainteresował się nim producent muzyczny i kompozytor Rinto Harahap. Owocem ich współpracy stał się utwór „Biarlah Sendiri”, który wyniósł piosenkarza na szczyt sławy.
Do znanych jego utworów należą także przeboje „Bunga Tanjung”, „Mama”, „Flamboyan”, „Maafkan”, „Adakah Cinta Abadi”. W latach 1976–1979 wchodził w skład grupy wokalnej Eddy’s Group.
Oprócz muzyki pop wykonywał utwory chrześcijańskie i regionalne (m.in. batackie i jawajskie).
Kształcił się w Mapúa Institute of Technology na Filipinach.